# むらさき。
むらさき。は、ともさかりえの2枚目のスタジオ・アルバム。1999年2月24日発売。

## 概要
ともさかりえ名義としては2枚目となるオリジナルアルバム。作家陣に古内東子、種ともこ、そしてシーナ・リンゴ名義で参加の椎名林檎らを迎えて制作された。 
シングル「恋してる」（古内東子提供・1998年3月30日 - 1998年10月2日、テレビ朝日系『やじうまワイド』テーマ曲）、「愛しい時」、「カプチーノ」（椎名林檎提供）の表題曲とそのカップリング曲を含む全11曲を収録している。

## 収録曲
| #   | タイトル                       | 作詞               | 作曲              | 編曲        | 時間 |
| --- | ------------------------------ | ------------------ | ----------------- | ----------- | ---- |
| 1.  | 「Good for us!」               | YOU                | M Rie（宮島理恵） | 金子隆博    | 5:52 |
| 2.  | 「恋してる」                   | 古内東子           | 古内東子          | 亀田誠治    | 4:37 |
| 3.  | 「Good Times Bad Times」       | 種ともこ           | 種ともこ          | 美久月千晴  | 4:19 |
| 4.  | 「たそがれ」                   | 具島直子           | Pink Opaque       | 桐ヶ谷bobby | 4:32 |
| 5.  | 「カプチーノ」                 | シーナ・リンゴ     | シーナ・リンゴ    | 亀田誠治    | 3:53 |
| 6.  | 「ふたりのせいじゃない」       | 鈴木祥子           | 鈴木祥子          | 佐橋佳幸    | 3:43 |
| 7.  | 「愛しい時」                   | YOU                | 上田知華          | 高野寛      | 4:08 |
| 8.  | 「木蓮のクリーム」             | シーナ・リンゴ     | シーナ・リンゴ    | 亀田誠治    | 3:44 |
| 9.  | 「はじめてのサヨナラ」         | 古内東子           | 古内東子          | 亀田誠治    | 4:00 |
| 10. | 「パールグレイ・スノーダンス」 | 上田まり、香川ルナ | 上田まり          | 亀田誠治    | 4:25 |
| 11. | 「シャンプー」                 | シーナ・リンゴ     | シーナ・リンゴ    | 亀田誠治    | 3:27 |